# József Bozsik
József Bozsik (Kispest, 28 november 1925 – Boedapest, 31 mei 1978) was een Hongaarse voetballer.

## Vroege leven
Bozsik werd geboren in Kispest, tegenwoordig het XIXe district van Boedapest, en droeg de bijnaam Cucu (uitspraak tsoetsoe) al sinds zijn jeugd. Samen met zijn buurjongen en vriend Ferenc Puskás voetbalde hij sinds 1938 bij Kispesti FC, vanaf 1943 in de hoogste klasse.

## Boedapest Honvéd FC
Bozsik had als rechtermiddenvelder een spilfunctie in dit team, waarmee hij grote successen behaalde. In 1949 omgevormd tot Budapesti Honvéd SE won de club het nationale kampioenschap in 1949-50, 1950, 1952, 1954 en 1955. In totaal speelde Bozsik 447 wedstrijden voor Kispest/Honvéd.

## Hongaars nationaal elftal
Vanaf 1947 kwam Cucu ook uit voor het nationale elftal. In de loop der jaren niet minder dan honderdmaal, waarbij hij elf keer scoorde. Dit elftal stond begin jaren 1950 bekend als het Gouden Team, ofwel de Magische Magyaren. Bozsik won met de nationale ploeg goud op de Spelen van Helsinki, en zilver op het Wereldkampioenschap voetbal 1954. Hij scoorde in 1953 tijdens de befaamde Match of the Century die Hongarije met 6 - 3 won van Engeland.

## Hongaarse Opstand
Na het uiteenvallen van het Gouden Team als gevolg van de Hongaarse Opstand van 1956 bleef Bozsik in Hongarije. Dit in tegenstelling tot verschillende ploeggenoten, onder wie Puskás. Zijn keuze werd door het regime beloond met een zetel in het Hongaarse parlement.

## Na het voetbal
Na zijn voetbalcarrière was Bozsik technisch adviseur en trainer van Honvéd, en in 1974 kortstondig trainer van het Hongaars nationaal elftal. Tevens schreef hij voor de sportkrant ‘Képes Sport’.

## Dood
In 1978 overleed Bozsik aan hartfalen. Het stadion van Kispest draagt tegenwoordig de naam Bozsik József stadion.
Zijn zoon, Péter, is voetbalcoach en was korte tijd bondscoach van Hongarije.

## Erelijst
| Logo van de Olympische Spelen | Goud | Zilver | Brons | Logo van de Olympische Spelen |
|                               | 1    | 0      | 0     |                               |